# Xiao Xin
 (décembre 2018).
Si vous disposez d'ouvrages ou d'articles de référence ou si vous connaissez des sites web de qualité traitant du thème abordé ici, merci de compléter l'article en donnant les références utiles à sa vérifiabilité et en les liant à la section « Notes et références ».
Xiao Xin (小辛) de son nom personnel Zi Song (子頌). Il fut le dix-neuvième roi de la dynastie Shang. Il fut intronisé à Yin (殷) en -1373. Il régna de -1373 à -1352. Xiao Yi lui succéda.